# Eloeophila nupta
Eloeophila nupta là một loài ruồi trong họ Limoniidae. Chúng phân bố ở miền Tân bắc.